# Ateroskleroza
Ateroskleroza je proces zadebljanja i oštećenja stijenke krvnih žila stvaranjem različitih aterosklerotskih promjena (npr. plak, aterom), koji karakterizira upala i proliferacija stanica stijenke krvne žile.
Posljedica ateroskleroze je sužavanje ili potpuno okludiranje krvnih žila što dovodi do pojave različitih kardiovaskularnih bolesti kao što su npr. moždani udar, srčani udar, koje su vodeći uzrok smrti u svijetu. 
Naziv ateroskleroza potječe od grčkih riječi "athera" (grč.: ἀθήρα) i "skleros" (grč. σκλήρωσις). "Athera" znači "kaša", a odsnosi se na žuti mekani materijal u sredini plaka, dok "skleros" znači "otvrdnuo", a odnosi se na otvrdnuće krvne žile.
Potpun uzrok nastanka ateroskleroze nije utvrđen, ali su poznati rizični čimbenici za nastanak kao što su npr.:
- arterijska hipertenzija
- šećerna bolest
- dislipidemija
- pušenje
- povišen CRP
- muški spol
- životna dob
- nedostatak tjelesne aktivnosti
- genetički poremećaji
- obiteljsko nasljeđe

Oboljeli se ne liječe od same ateroskleroze, nego se pokušava djelovanjem na rizične čimbenike spriječiti nastanak bolesti (npr. prestanak pušenja, tjelovježba, pravilna prehrana) ili nastanak komplikacija bolest (npr. moždanog udara, srčanog udara).